# Коли його зовсім не чекаєш
«Коли його зовсім не чекаєш» (рос. Когда его совсем не ждешь) — російська мелодрама режисерки Катерини Гранітової-Лавровської, створена у 2014 році.

## Сюжет
Софія з Олексієм бездітні. Вже давно вони намагаються зачати дитя, але всі їхні старання дають нульовий результат. Пара вирішує спробувати штучне запліднення.
Раптово Соня дізнається, що у її чоловіка, виявляється, є якась позашлюбна дочка, про яку він до цього не знав. Мати дівчинки вже в іншому світі, і Олексій прийняв тверде рішення прийняти дочку в сім'ю. Слідом за цим шоком, приходить ще один: Олексій має намір витратити всі гроші сім'ї на доньку замість того, щоб спробувати завести дитину з дружиною. 
У розпачі Софія покидає чоловіка і залишається одна.

## У ролях
| Актор              | Роль                                 |
| ------------------ | ------------------------------------ |
| Ірина Горячєва     | Соня, головна роль                   |
| Олександр Єфімов   | Олексій Чернавський, чоловік Соні    |
| Олексій Фатєєв     | Павло, друг Олексія та Соні          |
| Ганна Арланова     | Ганна, дружина Павла                 |
| Петро Баранчєєв    | Костянтин Андрійович Миронов, хірург |
| Аліна Доценко      | Ксюша Даниленко, дочка Галини        |
| Ганна Уколова      | Галина Даниленко                     |
| В'ячеслав Ковальов | Петро, співмешканець Галини          |
| Наталі Старинкевич | Ольга, колега Олексія                |
| Андрій Заводюк     | Михайло, знайомий Галини             |
| Андрій Лебедєв     | Сергій Геннадійович, начальник Соні  |
| Тетяна Васильєва   | Даша, колега Соні                    |
| Вікторія Таранець  | рієлтор                              |
| Жанна Яцевич       | представниця органів опіки           |
| Елеонора Ільченко  | сусідка Галини                       |
| Любов Фірсова      | гінеколог                            |
| Валерія Кольцова   | епізод                               |